# Municipio de Corinne
El municipio de Corinne (en inglés: Corinne Township) es un municipio ubicado en el condado de Stutsman en el estado estadounidense de Dakota del Norte. En el año 2010 tenía una población de 42 habitantes y una densidad poblacional de 0,46 personas por km².

## Geografía
El municipio de Corinne se encuentra ubicado en las coordenadas 47°16′36″N 98°31′14″O / 47.27667, -98.52056. Según la Oficina del Censo de los Estados Unidos, el municipio tiene una superficie total de 92.16 km², de la cual 91,93 km² corresponden a tierra firme y (0,26 %) 0,24 km² es agua.

## Demografía
Según el censo de 2010, había 42 personas residiendo en el municipio de Corinne. La densidad de población era de 0,46 hab./km². De los 42 habitantes, el municipio de Corinne estaba compuesto por el 100 % blancos. Del total de la población el 4,76 % eran hispanos o latinos de cualquier raza.